# Alfentanilo
El alfentanilo es un fármaco analgésico sintético de origen opioide, de corta duración y que se usa generalmente por vía parenteral. Es comúnmente usado como anestésico durante la cirugía. Es un análogo del fentanilo, pero con sólo un 10-20% de potencia. 
Comparado con otros fármacos de su misma clase, el alfentanilo produce menos complicaciones cardiovasculares, pero provoca mayor depresión respiratoria. Debido a su tiempo de vida medio más corto es más usado que otros mórficos incluso en cirugía de larga duración, debido a su más rápida eliminación.
El alfentanilo fue desarrollado por Janssen Pharmaceutica en 1976.